# Marina Kislova
Marina Kislova (Rusia, 7 de febrero de 1978) es una atleta rusa, especialista en la prueba de 4 x 100 m, en la que ha logrado ser medallista de bronce mundial en 2003.

## Carrera deportiva
En el Mundial de París 2003 ganó la medalla de bronce en los relevos 4 x 100 metros, con un tiempo de 42.66 segundos, tras Francia y Estados Unidos, y siendo sus compañeras de equipo: Yuliya Tabakova, Olga Fedorova y Larisa Kruglova.